# 7M busz (Mosonmagyaróvár)
A mosonmagyaróvári 7M jelzésű autóbusz a Fertősor, Báger tó és az Autóbusz-végállomás megállóhelyek között közlekedik. A vonalat a Volánbusz üzemelteti.

## Közlekedése
Munkanapokon és szombaton 3 járat indul míg vasárnap csak 2. Egyes járatok a MoWin Parkot is érintik. A vonalon csak regionális autóbuszjáratok közlekednek.

## Útvonala
| Autóbusz-végállomás felé | Fertősor, Báger tó felé |
| --- | --- |
| Fertősor, Báger tó – Fertősor – Alkotmány utca – Kötöttárugyári út – Timföldgyári út – Barátság utca – (Alkotmány utca – Éger utca – Gyertyán utca – Barátság utca –) Levél út – TESCO Áruház parkoló – Autóbusz-végállomás | Autóbusz-végállomás – TESCO Áruház parkoló – Levél út – Barátság utca – (Gyertyán utca – Éger utca – Alkotmány utca – Barátság utca –) Timföldgyári út – Kötöttárugyári út – Alkotmány utca – Fertősor – Fertősor, Báger tó |

## Megállóhelyei
Az átszállási kapcsolatok között a 7-es és 7I jelzésű járatok nincsenek feltüntetve!
| 7M (Fertősor, Báger tó – Autóbusz-végállomás) | 7M (Fertősor, Báger tó – Autóbusz-végállomás) | 7M (Fertősor, Báger tó – Autóbusz-végállomás)           | 7M (Fertősor, Báger tó – Autóbusz-végállomás) | 7M (Fertősor, Báger tó – Autóbusz-végállomás) | 7M (Fertősor, Báger tó – Autóbusz-végállomás) | 7M (Fertősor, Báger tó – Autóbusz-végállomás)                | 7M (Fertősor, Báger tó – Autóbusz-végállomás) |
| Perc (↓)                                      | Perc (↓)                                      | Megállóhely                                             | Perc (↑)                                      | Perc (↑)                                      | Átszállási kapcsolatok                        | Fontosabb létesítmények                                      |                                               |
| --------------------------------------------- | --------------------------------------------- | ------------------------------------------------------- | --------------------------------------------- | --------------------------------------------- | --------------------------------------------- | ------------------------------------------------------------ | --------------------------------------------- |
| 0                                             | 0                                             | Fertősor, Báger tó                                      | 6                                             | 5                                             |                                               | Báger tó                                                     |                                               |
| 1                                             | 1                                             | MOTIM gyár                                              | 4                                             | 4                                             |                                               | MOTIM Alumíniumszulfát Kft.                                  |                                               |
| ∫                                             | ∫                                             | Barátság utca 20.                                       | 4                                             | ∫                                             |                                               |                                                              |                                               |
| 2                                             | 2                                             | Barátság utca, Alkotmány utca                           | ∫                                             | 3                                             |                                               |                                                              |                                               |
| ∫                                             | 3                                             | MoWin Park, SMR                                         | 3                                             | ∫                                             |                                               | MoWin Park                                                   |                                               |
| 3                                             | 4                                             | Wahl Hungária Kft. (Korábban: Barátság utca, Wahl üzem) | 2                                             | 2                                             |                                               | Wahl Hungária Kft.                                           |                                               |
| 5                                             | 6                                             | Autóbusz-végállomás                                     | 0                                             | 0                                             | 1, 1K, 2, 3, 3K, 5A, 5H, 5K, 5R, 6            | Autóbusz-állomás, TESCO Hipermarket, Park Center, ÉNYKK Zrt. |                                               |